# Cryptographis marginepuncta
Cryptographis marginepuncta là một loài bướm đêm trong họ Crambidae.